# Trichomeloe conicicollis
Trichomeloe conicicollis is een keversoort uit de familie van oliekevers (Meloidae). De wetenschappelijke naam van de soort is voor het eerst geldig gepubliceerd in 1907 door Reitter.